# Altered Beast
Altered Beast (Japans: 獣王記 Jūōki; letterlijk Beast King's Chronicle) is een computerspel uit 1988 dat werd ontwikkeld door Sega en werd uitgegeven door Activision. Het spel kwam oorspronkelijk uit als arcadespel, maar werd nog datzelfde jaar geporteerd naar de Sega Mega Drive, MSX en de ZX Spectrum. Een jaar later volgden ook andere homecomputers, zoals de Amiga en Atari ST.

## Spel
Een vechter uit het oude Griekenland wordt herrezen uit zijn graf door Zeus die roept: "Rise from your grave!". De speler krijgt de missie om zijn dochter Athene te redden van de duivelse god Neff uit de onderwereld. Om tegen de gevaren bestand te zijn kan de vechter magische bollen verzamelen, die hem laten transformeren in een menselijk beest met uitzonderlijke krachten.
Na elke bol die het karakter pakt, wordt hij iets sterker en begint meer op een beest te lijken. Na drie bollen gepakt te hebben zal de speler transformeren naar een dier of ander wezen, zoals een wolf, een draak, of een beer. Elk beest heeft specifieke kenmerken om vijanden te kunnen verslaan. Als de speler na twee ontmoetingen met Neff nog niet is getransformeerd vindt alsnog het gevecht met de eindbaas plaats.
In het laatste gevecht dat plaatsvindt in de stad van Dis, verslaat de vechter Neff en redt Athene. In het oorspronkelijke arcadespel zijn bij de aftiteling foto's van acteurs in kostuums te zien, wat impliceert dat het spel een filmproductie was.

## Opvolger
Het spel Altered Beast: Guardian of the Realms uit 2002 is een vervolgdeel dat is ontwikkeld voor de Game Boy Advance in de stijl van het oorspronkelijke arcadespel. Het spel voegt nieuwe spelmogelijkheden toe, zoals extra power-ups, nieuwe beesten, en destructieve objecten.

## Levels
| Level | Naam            | Eindbaas       | Speler transformeert in |
| ----- | --------------- | -------------- | ----------------------- |
| 1     | Graveyard       | Aggar          | wolf                    |
| 2     | Underworld      | Octeyes        | draak                   |
| 3     | Cavern of Souls | Mouldy Snail   | beer                    |
| 4     | Neff's Palace   | Crocodile Worm | tijger                  |
| 5     | City of Dis     | Van Vader      | gouden wolf             |

## Platforms
| Jaar | Platform                                                                                     |
| ---- | -------------------------------------------------------------------------------------------- |
| 1988 | Arcade, MSX, Sega Mega Drive, ZX Spectrum                                                    |
| 1989 | Amiga, Amstrad CPC, Atari ST, Commodore 64, Sega Master System, TurboGrafx CD, TurboGrafx-16 |
| 1990 | DOS, NES                                                                                     |
| 2004 | Zodiac                                                                                       |
| 2006 | Virtual Console (Wii)                                                                        |
| 2009 | Xbox 360 (Xbox Live Arcade)                                                                  |
| 2010 | Windows, iPhone                                                                              |
| 2011 | PlayStation Network                                                                          |
| 2013 | Nintendo 3DS                                                                                 |

## Ontvangst
| Beoordeeld door   | Platform            | Jaar | Score |
| ----------------- | ------------------- | ---- | ----- |
| Amiga Computing   | Amiga               | 1989 | 82%   |
| Joystick (Frans)  | TurboGrafx CD       | 1990 | 82%   |
| All Game Guide    | Sega Mega Drive     | 1999 | 80%   |
| Zzap!             | Amiga               | 1989 | 68%   |
| Génération 4      | TurboGrafx CD       | 1990 | 65%   |
| Nintendo Insanity | Wii Virtual Console | 2007 | 60%   |
| Amiga Joker       | Amiga               | 1989 | 59%   |
| Defunct Games     | Sega Master System  | 2005 | 55%   |
| Retro Gamer       | Xbox 360            | 2009 | 44%   |
| Power Play        | Sega Master System  | 1989 | 17%   |

## Trivia
- Neff had een cameo in de animatiefilm Wreck-It Ralph uit 2012. Hierin is hij te zien als eindbaas Van Vader.[3][4]
- In de NES-versie zijn drie extra eindbazen toegevoegd: King Ogre, Kraken en Great Demon.
- Op de grafstenen in het eerste level zijn de namen Alex en Stella zichtbaar, een verwijzing naar het spel Alex Kidd with Stella: The Lost Stars.[5]
- De paarskleurige monsters (Chicken Stingers) in het tweede level zijn vrijwel identiek aan die in Golden Axe, beide een ontwerp van Makoto Uchida.[5]
- Altered Beast was een bundelspel met de Sega Mega Drive, tot het in 1991 werd vervangen door Sonic the Hedgehog.